# 京都市立大藪小学校
京都市立大藪小学校（きょうとしりつ おおやぶしょうがっこう）は、京都府京都市南区にある公立小学校。2007年4月時点の生徒数499名。

## 沿革
- 1873年 - 大藪小学校創立
- 1887年 - 3年制の尋常小学校に改編
- 1907年 - 6年制の乙訓郡大藪尋常小学校に改編
- 1934年 - 室戸台風により建物などに壊滅的な被害を受ける
- 1941年 - 乙訓郡大藪国民学校と改称
- 1947年 - 乙訓郡大藪小学校と改称
- 1959年 - 市町村合併により京都市立大藪小学校と改称
- 1977年 - 児童数増加により、京都市立久世西小学校を分離[1]

## 周辺の施設
- 桂川
- 西国街道
- 国道171号
- 京都市立久世中学校
- 大薮遺跡
- 久世工業団地

## その他
- 同和教育の研究校の指定を受けたことがある。
- 校内にあるクロガネモチ、クスノキは京都市立学校銘木百選に指定されている。

## 通学区域が隣接している学校
- 京都市立久世西小学校
- 京都市立祥栄小学校
- 京都市立上鳥羽小学校
- 京都市立神川小学校
- 京都市立久我の杜小学校
- 向日市立第5向陽小学校
- 向日市立第3向陽小学校